# Masahiro Endo
Masahiro Endo (n. 15 august 1970) este un fost fotbalist japonez.

## Statistici
| Japonia | Japonia | Japonia |
| An      | Meciuri | Goluri  |
| ------- | ------- | ------- |
| 1994    | 8       | 0       |
| Total   | 0       | 0       |